# (7998) Gonczi
(7998) Gonczi es un asteroide perteneciente al cinturón de asteroides, región del sistema solar que se encuentra entre las órbitas de Marte y Júpiter.
Fue descubierto el 15 de mayo de 1985 por Edward Bowell desde la estación Anderson Mesa en el observatorio Lowell.

## Designación y nombre
Nombrado en honor a Robert Gonczi (n. 1945), un dinamicista francés que ha llevado a cabo importantes investigaciones sobre la dinámica de los planetas menores, en particular mediante el desarrollo de nuevas técnicas numéricas para explorar el papel de las resonancias y los efectos caóticos. Gonczi también ha estudiado la evolución dinámica de los cometas, y la interacción entre las resonancias y el arrastre de Poynting-Robertson para las partículas en órbita. Nombre sugerido por C. Froeschlé.

## Características orbitales
Gonczi está situado a una distancia media del Sol de 2,349 ua, pudiendo alejarse hasta 2,628 ua y acercarse hasta 2,069 ua. Su excentricidad es 0,119 y la inclinación orbital 5,577 grados. Emplea 1314,67 días en completar una órbita alrededor del Sol.

## Características físicas
La magnitud absoluta de Gonczi es 14,40. 